# Benjamin Stambouli
Benjamin Stambouli (ur. 13 sierpnia 1990 w Marsylii) – francuski piłkarz, występujący na pozycji pomocnika we francuskim klubie FC Metz. 
Wychowanek Montpellier HSC, w swojej karierze grał także w takich zespołach jak m.in. Tottenham Hotspur, Paris Saint-Germain czy FC Schalke 04. Były reprezentant Francji do lat 21.

## Statystyki kariery
(aktualne na dzień 11 sierpnia 2023)
| Klub                | Sezon              | Liga               | Liga  | Liga   | Puchar kraju | Puchar kraju | Puchar ligi | Puchar ligi | Europa | Europa | Inne  | Inne   | Suma  | Suma   |
| Klub                | Sezon              | Liga               | Mecze | Bramki | Mecze        | Bramki       | Mecze       | Bramki      | Mecze  | Bramki | Mecze | Bramki | Mecze | Bramki |
| ------------------- | ------------------ | ------------------ | ----- | ------ | ------------ | ------------ | ----------- | ----------- | ------ | ------ | ----- | ------ | ----- | ------ |
| Montpellier HSC     | 2010/11            | Ligue 1            | 26    | 0      | 1            | 0            | 3           | 0           | 1      | 0      | –     | –      | 31    | 0      |
| Montpellier HSC     | 2011/12            | Ligue 1            | 26    | 0      | 3            | 0            | 0           | 0           | –      | –      | –     | –      | 29    | 0      |
| Montpellier HSC     | 2012/13            | Ligue 1            | 21    | 1      | 0            | 0            | 1           | 0           | 4      | 0      | 1     | 0      | 27    | 1      |
| Montpellier HSC     | 2013/14            | Ligue 1            | 37    | 2      | 3            | 0            | 1           | 1           | —      | —      | —     | —      | 41    | 3      |
| Montpellier HSC     | 2014/15            | Ligue 1            | 2     | 0      | 0            | 0            | 0           | 0           | —      | —      | —     | —      | 2     | 0      |
| Tottenham Hotspur   | 2014/15            | Premier League     | 12    | 0      | 2            | 0            | 5           | 0           | 6      | 1      | —     | —      | 25    | 1      |
| Paris Saint-Germain | 2015/16            | Ligue 1            | 27    | 0      | 6            | 0            | 3           | 0           | 2      | 0      | 1     | 0      | 39    | 0      |
| Paris Saint-Germain | 2016/17            | Ligue 1            | 0     | 0      | 0            | 0            | 0           | 0           | 0      | 0      | 1     | 0      | 1     | 0      |
| FC Schalke 04       | 2016/17            | Bundesliga         | 23    | 0      | 3            | 0            | —           | —           | 11     | 0      | —     | —      | 37    | 0      |
| FC Schalke 04       | 2017/18            | Bundesliga         | 28    | 0      | 4            | 0            | —           | —           | —      | —      | —     | —      | 32    | 0      |
| FC Schalke 04       | 2018/19            | Bundesliga         | 21    | 0      | 1            | 0            | —           | —           | 5      | 0      | —     | —      | 27    | 0      |
| FC Schalke 04       | 2019/20            | Bundesliga         | 9     | 0      | 1            | 0            | —           | —           | —      | —      | —     | —      | 10    | 0      |
| FC Schalke 04       | 2020/21            | Bundesliga         | 24    | 0      | 3            | 0            | —           | —           | —      | —      | —     | —      | 27    | 0      |
| FC Schalke 04       | Łącznie            | Łącznie            | 105   | 0      | 15           | 0            | 0           | 0           | 16     | 0      | 0     | 0      | 133   | 0      |
| Adana Demirspor     | 2021/22            | Süper Lig          | 32    | 2      | 4            | 0            | —           | —           | —      | —      | —     | —      | 36    | 2      |
| Adana Demirspor     | 2022/23            | Süper Lig          | 30    | 1      | 1            | 0            | —           | —           | —      | —      | —     | —      | 31    | 1      |
| Adana Demirspor     | 2023/24            | Süper Lig          | 0     | 0      | 0            | 0            | —           | —           | 3      | 1      | —     | —      | 3     | 1      |
| Adana Demirspor     | Łącznie            | Łącznie            | 62    | 3      | 5            | 0            | 0           | 0           | 3      | 1      | 0     | 0      | 70    | 4      |
| Ogólnie w karierze  | Ogólnie w karierze | Ogólnie w karierze | 318   | 6      | 32           | 0            | 13          | 1           | 32     | 3      | 3     | 0      | 398   | 9      |